# Eve (Rapsody)
Eve è il terzo album della rapper statunitense Rapsody, pubblicato nel 2019 dall'etichetta di 9th Wonder Jamla e da quella di Jay-Z Roc Nation, oltreché dalla Def Jam.
| Recensione   | Giudizio |
| ------------ | -------- |
| The Guardian | [ 2 ]    |

## Tracce
1. Nina – 4:20
2. Cleo – 4:00
3. Aaliyah – 3:54
4. Oprah (feat. Leikeli47) – 5:02
5. Whoopi – 3:12
6. Serena – 2:54
7. Tyra – 2:01
8. Maya (feat. K Roosevelt) – 3:41
9. Ibtihaj (feat. GZA & D'Angelo) – 4:40
10. Myrlie (feat. Mereba) – 2:21
11. Reyna's Interlude (feat. Reyna Biddy) – 3:49
12. Michelle (feat. Elle Varner) – 3:49
13. Iman (feat. Sir & J.I.D) – 4:35
14. Hatshepsut (feat. Queen Latifah) – 3:15
15. Sojourner (feat. J. Cole) – 5:31
16. Afeni (feat. PJ Morton) – 5:53